# Mediophyceae
Classe
Les Mediophyceae sont une classe d’algues de l'embranchement des Bacillariophyta (Diatomées) et du sous-embranchement des Bacillariophytina.

## Liste des sous-classes et ordres
Selon AlgaeBase (1er août 2022) :
- Sous-classe des Biddulphiophycidae Round & R.M.Crawford, 1990
  - Ordre des Biddulphiales Krieger, 1954
  - Ordre des Bilinguales Nikolaev & Harwood
  - Ordre des Briggerales Nikolaev & Harwood, Nikolaev & Harwood
  - Ordre des Toxariales Round
- Sous-classe des Chaetocerotophycidae Round & R.M.Crawford, 1990
  - Ordre des Anaulales Round & R.M.Crawford, 1990
  - Ordre des Chaetocerotales Round & R.M.Crawford, 1990
  - Ordre des Hemiaulales Round & R.M.Crawford, 1990
- Sous-classe des Cymatosirophycidae Round & R.M.Crawford, 1990
  - Ordre des Cymatosirales F.E.Round & R.M.Crawford, 1990
- Sous-classe des Thalassiosirophycidae Round & R.M.Crawford, 1990
  - Ordre des Eupodiscales V.A.Nikolaev & D.M.Harwood, 2000
  - Ordre des Lithodesmiales Round & R.M.Crawford, 1990
  - Ordre des Stephanodiscales Nikolaev & Harwood
  - Ordre des Thalassiosirales Glezer & Makarova, 1986
- Pas de sous-classe
  - Ordre des Probosciales Medlin, 2021

## Systématique
Le nom correct complet (avec auteur) de ce taxon est Mediophyceae Medlin & Kaczmarska, 2004.

## Publication originale
- Medlin, L.K. & Kaczmarska, I. (2004). Evolution of the diatoms: V. Morphological and cytological support for the major clades and a taxonomic revision. Phycologia  (ISSN 0031-8884 et 2330-2968) 43:  245-270.